# Marcel Kockelmann
Marcel Kockelmann es un deportista luxemburgués que compitió en halterofilia adaptada. Ganó una medalla de bronce en los Juegos Paralímpicos de Nueva York y Stoke Mandeville 1984 en la categoría de –75 kg integrado.

## Palmarés internacional
| Juegos Paralímpicos | Juegos Paralímpicos                                        | Juegos Paralímpicos | Juegos Paralímpicos |
| Año                 | Lugar                                                      | Medalla             | Categoría           |
| ------------------- | ---------------------------------------------------------- | ------------------- | ------------------- |
| 1984                | Nueva York (Estados Unidos) Stoke Mandeville (Reino Unido) | Medalla de bronce   | –75 kg integrado    |